# Joe Sachse

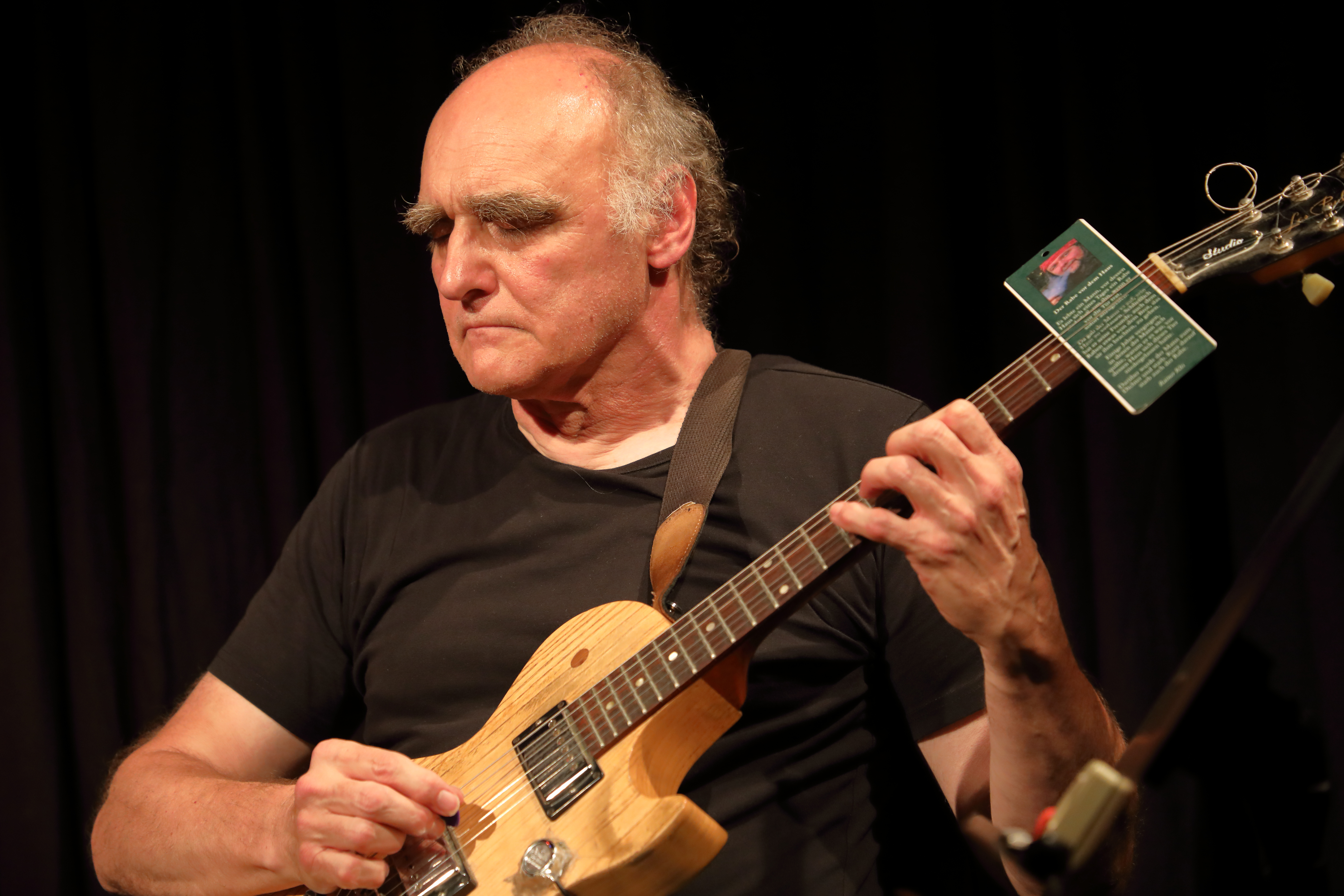
Joe Sachse im Konzert mit Eugene Chadbourne im club W71, 2019

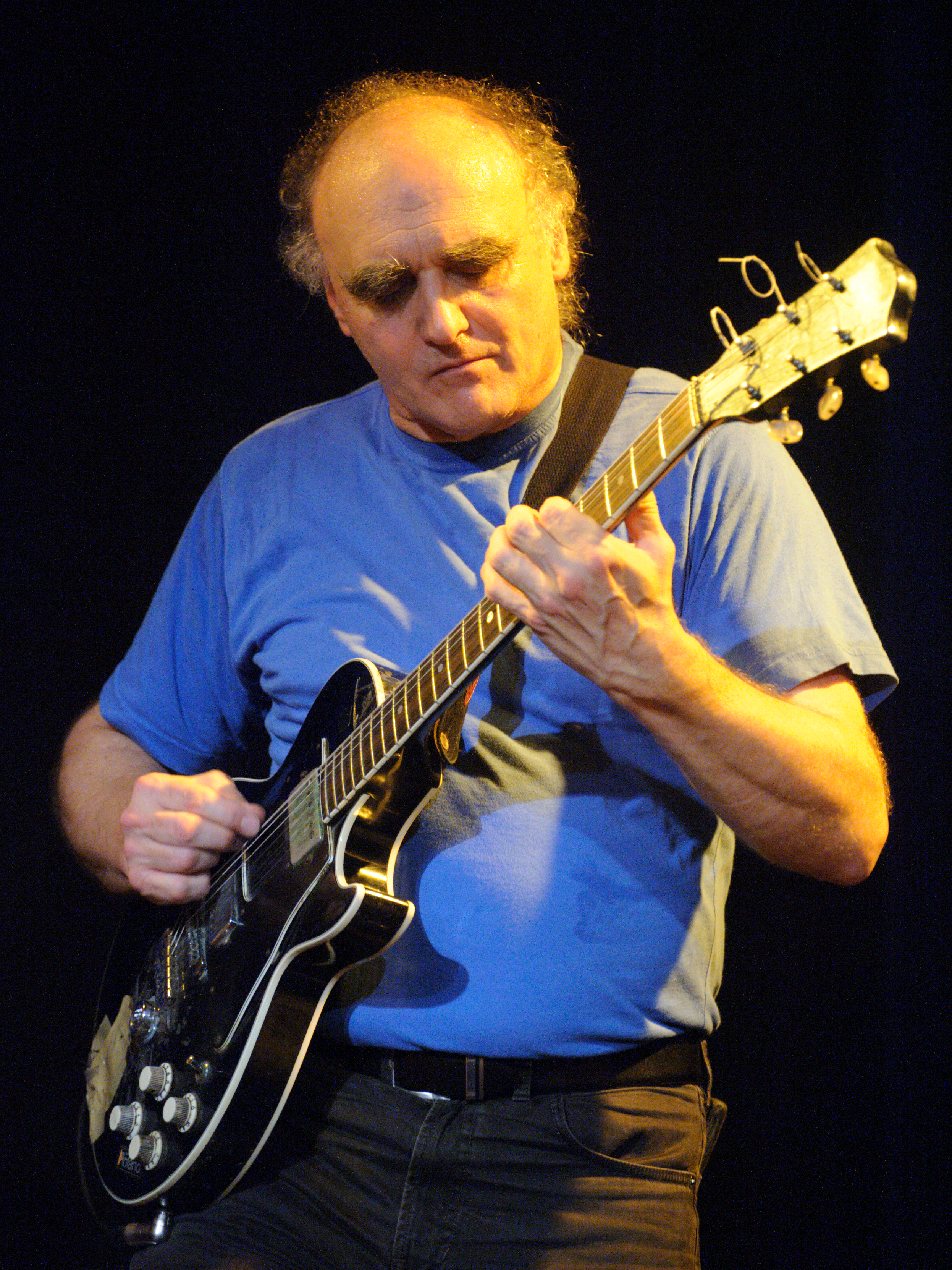
Joe Sachse im Konzert mit Jörg Fischer, Rainer Lind und Heiner Reinhard in der Bessunger Knabenschule in Darmstadt, 2012

Helmut „Joe“ Sachse (* 28. Oktober 1948 in Mittweida) ist ein deutscher Jazzgitarrist.

## Leben und Wirken
Sachse spielte seit Anfang der 1970er Jahre autodidaktisch Jazz. Er studierte von 1973 bis 1978 im Fernstudium Gitarre an der Hochschule für Musik Weimar und lernte zudem das Flötenspiel. Unterbrochen wurde sein Studium von Oktober 1973 bis Mai 1975 durch seine Zeit als Bausoldat, einer Sonderform des Wehrdienstes für Wehrdienstverweigerer in der DDR.
Schon früh trat Sachse in verschiedenen Gruppen von Manfred Schulze auf, etwa in der Gerhard-Stein-Combo. Sachse war Mitglied des Jazz-Oktetts Praxis II. Die durch den Rundfunk der DDR geplanten Aufnahmen der Gruppe im Jahr 1974 kamen nicht zustande, da Sachse durch die NVA mit Verweis auf seine Wehrdienstverweigerung nicht beurlaubt wurde. Mitte der 1970er Jahre gründete Sachse sein eigenes Quartett, das sich bald zum Quintett Osiris erweiterte, dem Manfred Hering, Hannes Zerbe, der Bassist Christoph Winckel und Wolfram Dix angehörten. Osiris ging mit Charlie Mariano und Toto Blanke auf DDR-Tournee. Ende der 1970er Jahre spielte er im Duo mit Uwe Kropinski, das später mit Hannes und Conny Bauer zum Doppelmoppel erweitert wurde (Schallplatte 1980) und auf zahlreichen internationalen Festivals, etwa auf dem Moers Festival spielte; in dieser Gruppe und bei Soloprojekten hat Sachse auch zur Querflöte gegriffen.
Anfang der 1980er Jahre spielte er in der Heinz Becker Group (Schallplatte 1982), und mit Ernst-Ludwig Petrowsky, Heinz Becker und Klaus Koch im Quartett, aber auch im Trio mit Petrowsky und Koch (Drei Propheten, Aufnahme 1983) und im Duo mit Manfred Hering. Im Weiteren arbeitete er mit George Lewis, David Moss, John Tchicai, Maggie Nicols, Peter Kowald, Fred Van Hove, Paul Rutherford, Armin Heitz, Peter Brötzmann und Nils Wogram. Im Projekt LINKS spielte er mit Jack Bruce, Dick Heckstall-Smith, John Marshall, Mark Charig und weiteren Musikern und war an zwei CD-Veröffentlichungen dieses Projektes beteiligt.

## Diskographie (Auswahl)
- Helmut Sachse – Hannes Zerbe (Amiga, 1981)
- Po(e)saunenstunde für Kinder von 92 bis 174 cm, mit Günter Saalmann, Litera Berlin 865345, 1983
- Helmut „Joe“ Sachse – Solo (FMP bzw. Tribar music, 1984)
- Berlin Tango (ITM, 1986/87) mit George Lewis, David Moss
- Helmut „Joe“ Sachse  – Solo (Amiga/Bluesong, 1989)
- European House (FMP, 1991)
- Pinguin Moschner, Maggie Nicols, Joe Sachse: Nevergreens (amf, 1996)
- Joe Sachse Quartett: Live 1994 Oper Chemnitz (Tribar Music, 2005)
- Drei Propheten: Hommage an Klaus Koch (rec. Live in Debrecen 1983, Soundstudio Berlin, 2008, mit Ernst-Ludwig Petrowsky)
- Uwe Kropinski / Joe Sachse: Hey Joe Hey Uwe (Jazzwerkstatt, 2008)
- Joe Sachse, Manfred Hering: Duo (Carbon 2011)
- Joe Sachse & Nils Wogram: Free and Tremendous (Jazzwerkstatt, 2012)
- Die Kleine Freiheit (Jazzwerkstatt, 2021)
- Nils Wogram, Joe Sachse: Freies Geröll (nwog 2022)[3]